# Vassyl Sobkov
Vassyl Tymofiyovytch Sobkov (en ukrainien : Василь Тимофійович Собков, en russe : Василий Тимофеевич Собков, né le 20 octobre 1944 et mort le 1er avril 2020) était un général ukrainien qui occupait le poste de chef d'état-major de l'armée.

## Carrière
En 30 septembre 1998, il a été nommé inspecteur général militaire auprès du président de l'Ukraine et mis en retraite en raison de sa santé le 16 novembre 2004.
Il fut Premier vice-ministre de la Défense du 7 avril 1994 au 30 septembre 1998.
Il avait été, en 1989 commandant de la 6e armée blindée de la Garde, puis de 1992 à 1994 du District militaire des Carpates.